# استان داغستان

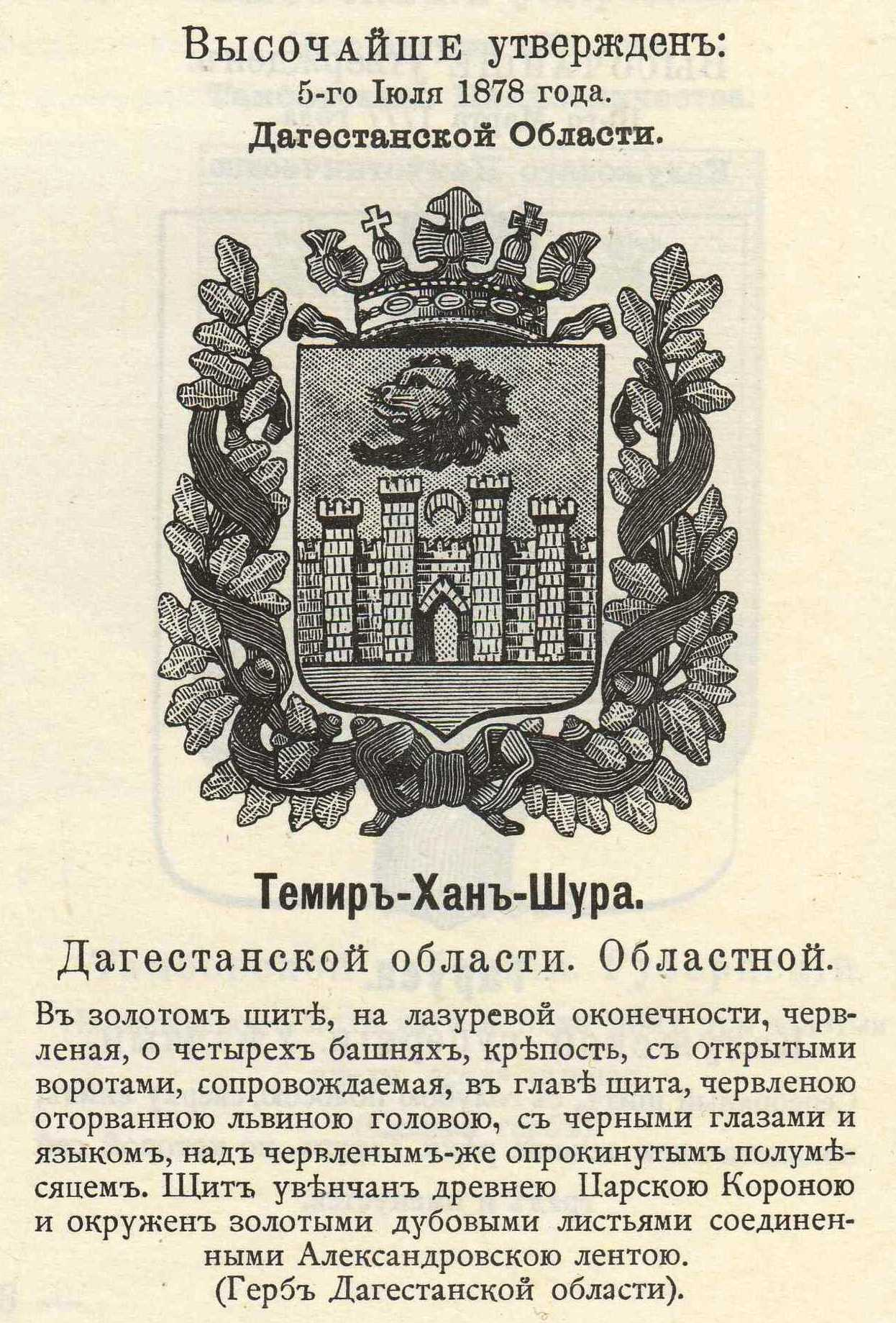
استان داغستان

استان داغستان (به روسی: Дагестанская область) یک استان در فرمانداری قفقاز که در امپراتوری روسیه واقع شده‌بود این استان در سال ۱۸۶۰ تشکیل و در سال ۱۹۱۷ منحل شد. استان داغستان ۲۹٬۷۴۰ کیلومتر مربع مساحت و بر طبق سرشماری سال ۱۸۹۷ میلادی ۵۷۱٬۱۵۴ نفر جمعیت داشت.